# Excellent SME
Excellent SME je mednarodni projekt, ki je ima cilj vzpostaviti t. i. 'beli seznam' malih in srednjih podjetij (angl. Small and Medium Enterprises - SME) z uporabo sistema certificiranja. Poudarek projekta je na spletnem certificiranju, saj inernet postaja prevladujoč medij promocije in iskanja poslovnih možnosti in partnerjev. 

## Trije stebri
Projekt sloni na treh stebrih in sicer:
- zaupanja vredni ustanovi, ki opravlja vlogo izdajatelja certifikata (»Gospodarska Zbornica Slovenije«. Arhivirano iz prvotnega spletišča dne 21. februarja 2015. Pridobljeno 3. marca 2015.)
- bonitetnih podatkih podjetij, ki so po stalnim nadzorom in jih zagotavlja bonitetna agencija (»COFACE Slovenija«.),
- tehnološki podpori, ki omogoča enostavno preverjanje veljavnosti certifikatov in posledično preprečuje 'redčenje' zaupanja zaradi ponarejanja (»Safesigned«.).

## Kriteriji
Certifikat Excellent SME lahko pridobijo le podjetja, ki zadostijo osnovnim pogojem:
- malo ali srednje podjetje (do 250 zaposlenih)
- minimalno 25000 € letnega prihodka
- bonitetna ocena najmanj 6 od 10 možnih (najmanj BBB v nekaterih sistemih ocenjevanja).

Certifikat se podeljuje za eno leto. Za podjetja, ki so pridobila certifikat Excellent SME se opravlja stalni nadzor bonitetne ocene. Podjetje v primeru padca bonitetne ocene lahko izgubi certifikat pre iztekom enega leta, kar lahko opazovalec zazna. 

## Koristi prejemnika certifikata
S pomočjo certifikata in objave le tega na spletnih straneh, pirarniških in promocijskih tiskovinah, prejemnik izpostavi svojo poslovno odličnost. Opazovalec tako lahko hitro ugotovi, da posluje z zanesljivim poslovnim partnerjem. Opazovalcu/isklacu je tako prihranjeno preverjanje partnerja, kar omogoče hitrejši izbor partnerjev z manjšo stopnjo poslovnega tveganja.

## Širše koristi
Z rastočim številom certificiranih podjetij, postaja poslovno okolje bolj transparentno. Dobra podjetja se bolj izpostavijo in stranke lažje najdejo pot do njih.

## Zgodovina
Projekt so leta 2012 v Sloveniji lansirali partnerji Gospodarska Zbornica Slovenije, bonitetna agencija COFACE Slovenija in tehnološko podjetje Connet d.o.o., ki v projekt prispeva svojo tehnološko rešitev SafeSigned.
Istega leta se je projektu pridružila Srbija. V letu 2013 sta sledila Makedonija in Romunija, Leta 2014 pa Bolgarija.